# 컴패니언 오브 아너

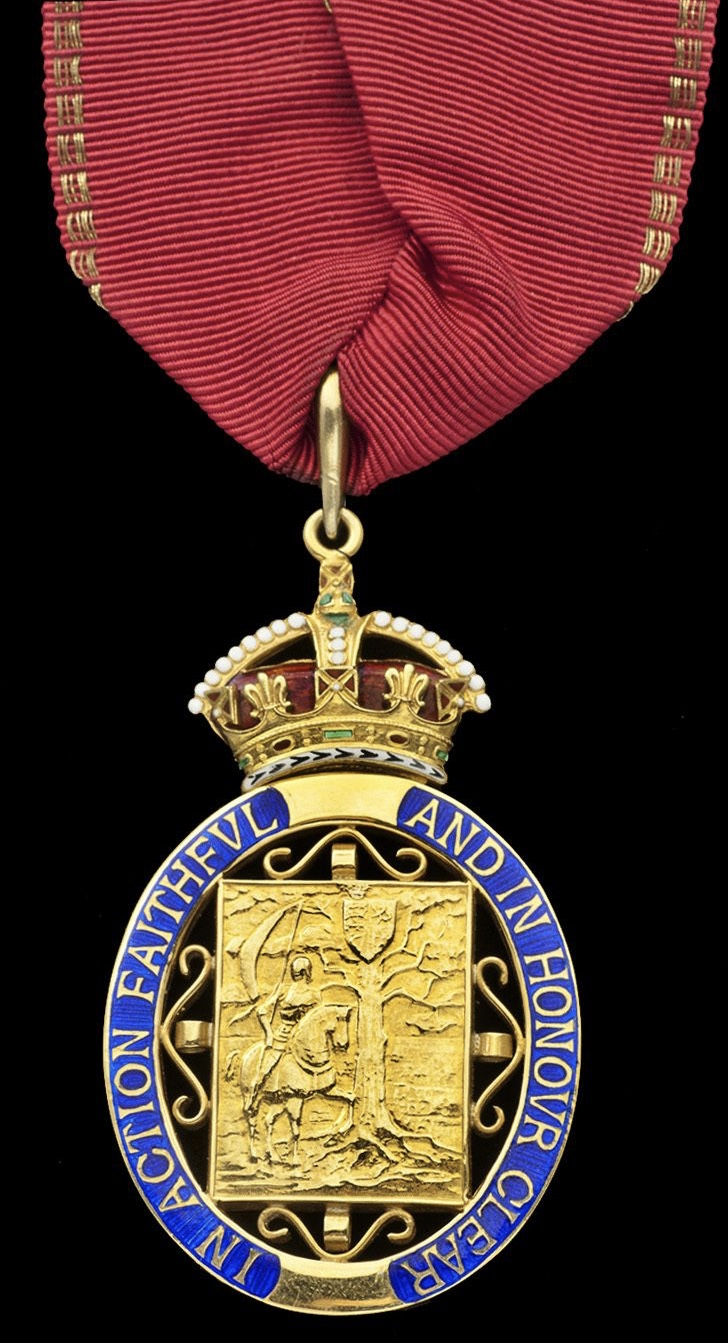

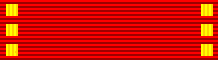

컴패니언 오브 아너 또는 명예의 동반자 훈장(Order of the Companions of Honor, 명예 훈작)은 영연방 왕국의 훈장이다. 1917년 6월 4일 조지 5세(King George V)가 뛰어난 업적에 대한 보상으로 설립했다. 이는 대영 제국 훈장과 같은 날짜에 창설되었다.
이 훈장은 원래 이 특별한 구별이 가장 적절한 표창 형태로 보이는 제한된 수의 사람들에게 수여되도록 의도되었으며, 이는 직함 수락이나 공로 분류와는 분리된 영예를 구성한다. 지금은 "오랜 기간 동안 지속되는 예술, 과학, 의학 또는 정부에 큰 공헌을 한 사람에게 수여되는" 것으로 설명된다. 이 훈장의 첫 번째 수령자는 모두 "전쟁과 관련된 공로"로 훈장을 받았으며 런던 가제트에 등재되었다.